# Saint-Martin-d'Oney
Saint-Martin-d'Oney is een gemeente in het Franse departement Landes (regio Nouvelle-Aquitaine). De plaats maakt deel uit van het arrondissement Mont-de-Marsan.  Saint-Martin-d'Oney telde op 1 januari 2022 1.356 inwoners.

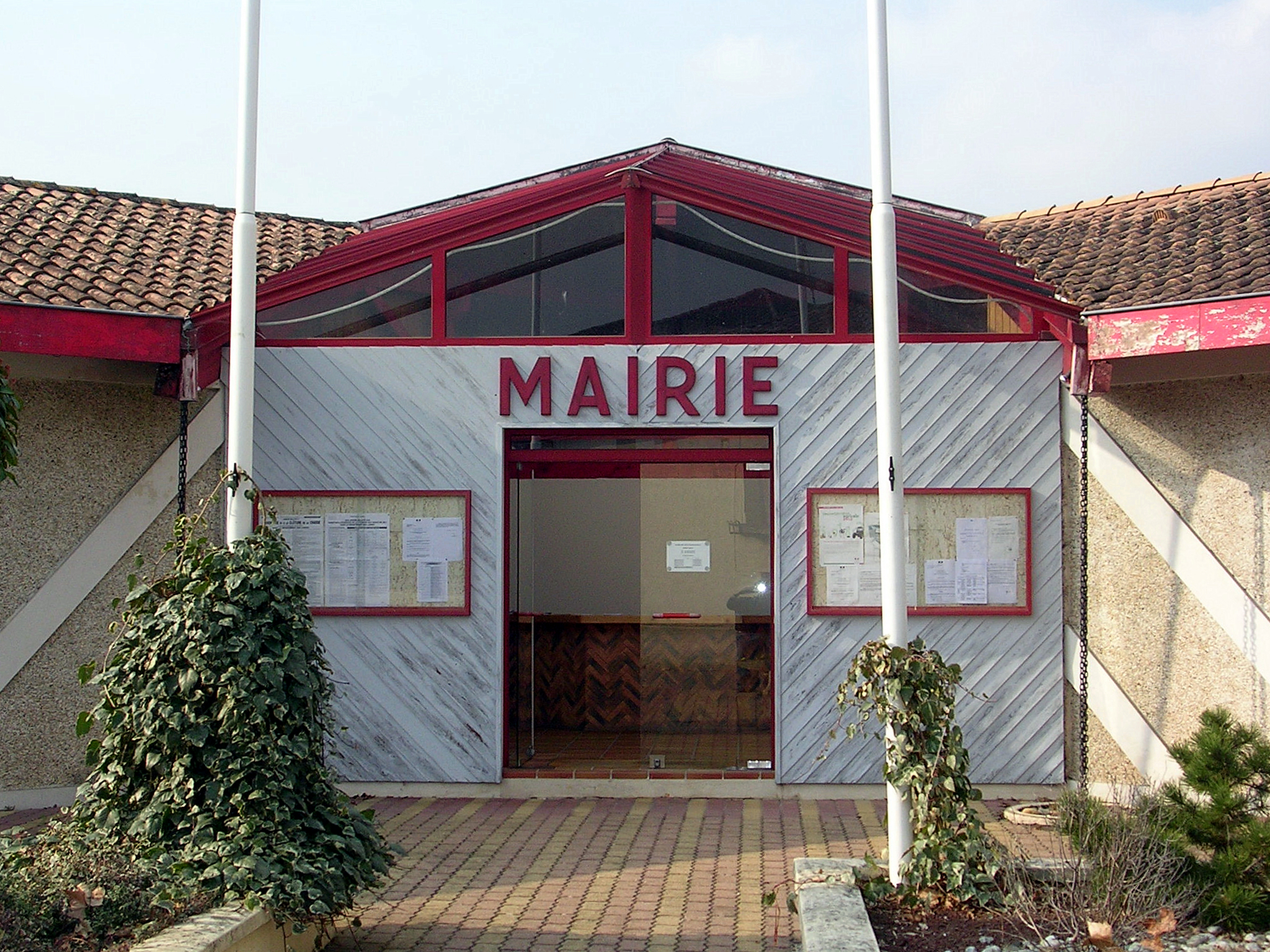
Gemeentehuis
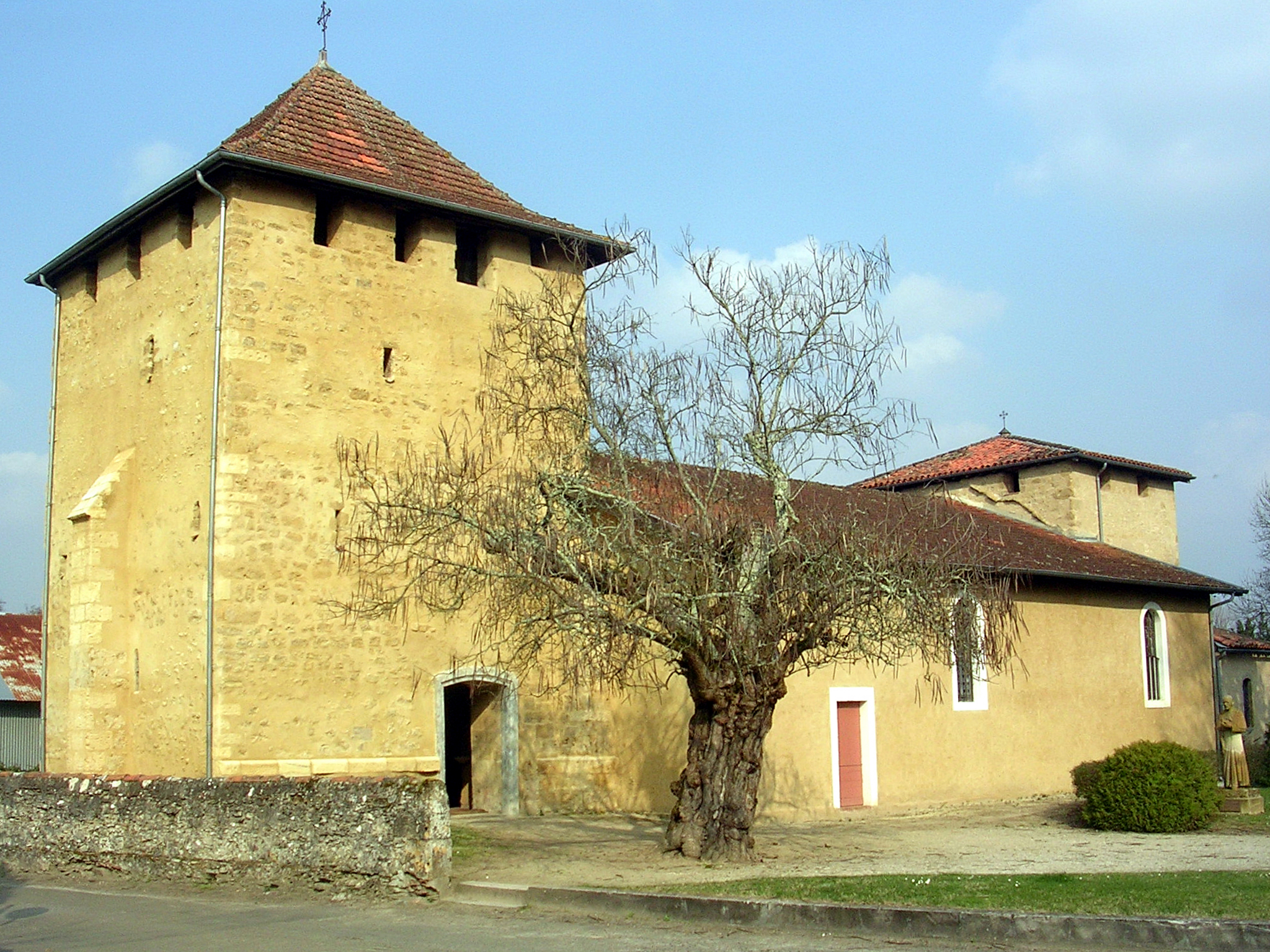
Kerk van Saint-Martin-d'Oney

## Geografie
De oppervlakte van Saint-Martin-d'Oney bedroeg op 1 januari 2022 34,4 vierkante kilometer; de bevolkingsdichtheid was toen 39,4 inwoners per km².

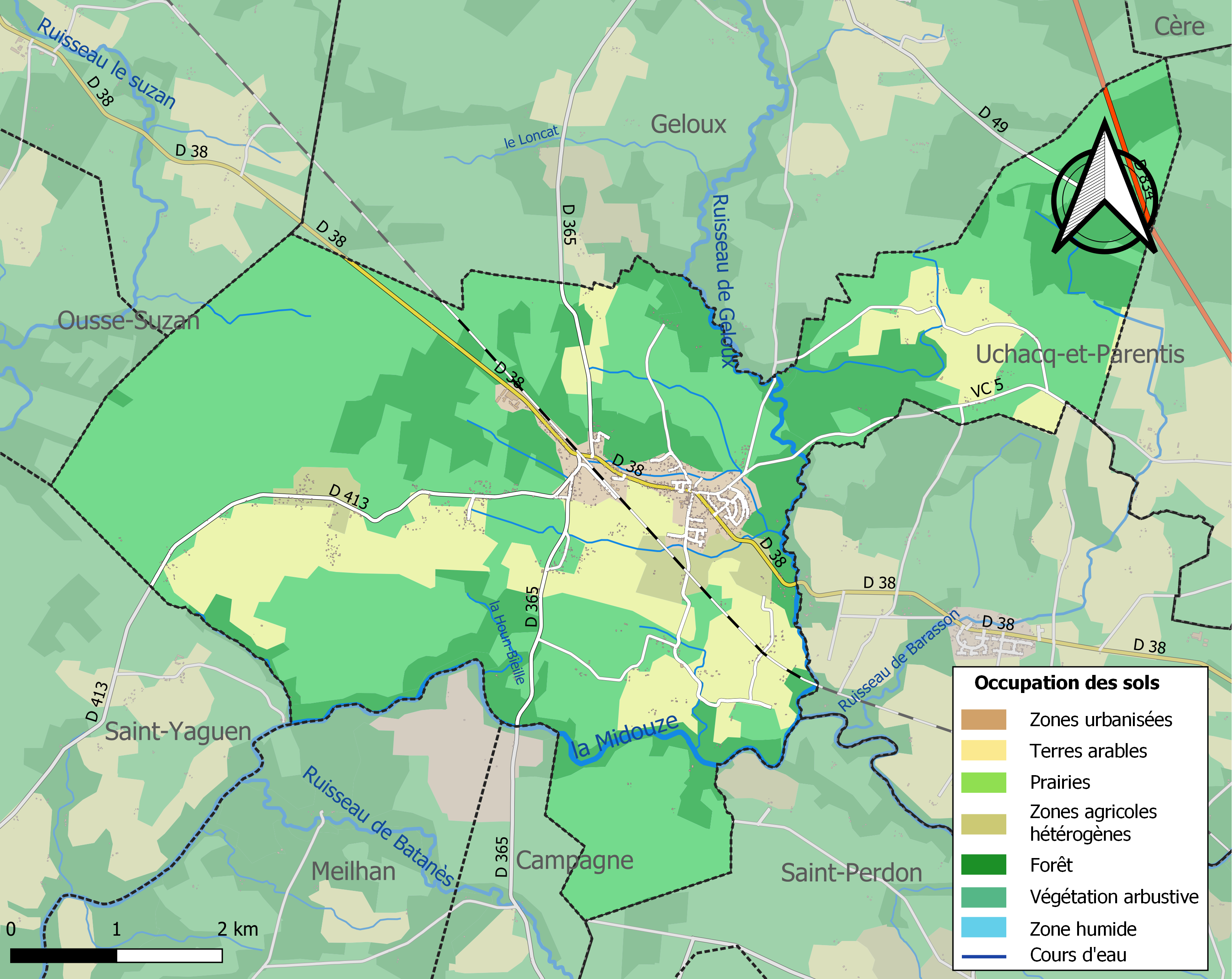
Kaart van de gemeente met de belangrijkste infrastructuur, bodemgebruik en omliggende gemeenten

## Verkeer en vervoer
In de gemeente ligt de spoorweghalte Saint-Martin-d'Oney.

## Demografie
Onderstaande figuur toont het verloop van het inwonertal (bron: INSEE-tellingen).